# شورای اسلامی شهر مشهد
شورای شهر مشهد به منظور پیشبرد سریع برنامه‌های اجتماعی، اقتصادی، عمرانی، بهداشتی، فرهنگی، آموزشی، پرورشی و سایر امور رفاهی از طریق همکاری مردم و نظارت بر امور شهر تشکیل شده‌است. شورای شهر مشهد متشکل از ۱۵ عضو است که برای یک دورهٔ چهار ساله توسط انتخابات برگزیده می‌شوند. هم‌چنین نظارت بر عملکرد شهرداری و انتخاب شهردار، تصویب بودجهٔ سالانهٔ شهرداری، تصویب اساسنامهٔ مؤسسات و شرکت‌های وابسته به شهرداری از دیگر وظایف شورای شهر مشهد است.

## کمیسیون ها
شورای شهر مشهد متشکل از کمیسیون‌ها و کمیته‌های نظارتی است. کمیسیون‌های شورا عبارتند از:
- اقتصادی، سرمایه گذاری، مشارکت‌ها و مسکن[۳]
- برنامه، بودجه، فناوری اطلاعات و منابع انسانی[۴]
- شهرسازی و معماری[۵]
- عمران، حمل و نقل و ترافیک[۶]
- خدمات شهری، بهداشت، سلامت و محیط زیست[۷]
- فرهنگی، اجتماعی، زیارت، گردشگری و رسانه[۸]
- حقوقی، املاک و قراردادها[۹]
- ویژه ساماندهی حاشیه شهر[۱۰]
- ویژه توسعه و بهسازی توس[۱۱]
- ویژه ایثارگران[۱۲]
- ویژه ورزش جوانان
- ویژه بانوان و خانواده

## منتخبین ادوار شورای اسلامی شهر مشهد
از سال ۱۳۷۸ تاکنون (۱۴۰۰) شش دوره انتخابات شهر و روستا برگزار شده و دوره‌های زیر تشکیل یافته‌است:

### دورهٔ اول: ۱۳۷۸–۱۳۸۲
- کاشف
- رثایی
- محمد رحیم رهنما
- بتول گندمی
- مفیدی
- جوادی
- نیکوکاران
- مهاجرزاده
- دری
- علی اکبر رزمی
- عبدالکریم نیشابوری[۱۳]

### دورهٔ دوم: ۱۳۸۲–۱۳۸۶
- عبدالکریم نیشابوری(درگذشت)
- عبدالکریم نیرومند
- غلامرضا بصیری پور
- شریف مسرور
- غلامحسین دلاور
- جلیل موفق
- علی اکبر رزمی
- صدیقه قنادی
- غلامحسین بشارتی
- محمدرضا حیدری
- مرتضی خادمی[۱۴]

### دورهٔ سوم: ۱۳۸۶–۱۳۹۲
- محمد طباطبایی یزدی
- عباس شیرمحمدی
- علی اکبر رزمی (درگذشت)
- غلام‌رضا خواجی
- محمد کمال سرویها (استعفا)
- اسماعیل مفیدی
- محمدرضا مهرورز گیگاسری
- فاطمه غیور رزم‌گاه
- غلام‌رضا بصیری‌پور
- علی‌اصغر شمقدری
- مرتضی خادمی‌درح[۱۵]

### دورهٔ چهارم: ۱۳۹۲–۱۳۹۶
- غلامرضا بصیری‌پور ۸۳۷۵۰
- محمد کمال سرویها ۶۹۰۷۶
- محمدحسین جهانبخش ۵۸۵۳۲
- انسیه غفوری شعرباف ۵۷۰۸۵
- حسنعلی اخلاقی امیری ۵۱۹۳۳
- براتعلی خاکپور ۵۰۴۴۹
- فاطمه غیور رزمگاه ۴۹۵۷۱
- حسن قدیری طرقی ۴۸۳۹۷
- خلیل موحدی محصل طوس ۴۳۹۲۷
- سید عبدالکریم جوادی ۴۲۳۳۱
- مهدی ذاکرالحسینی ۴۲۱۵۸
- علی اصغر لطفی ۴۱۹۳۸
- مجید فاطمی ارفع ۳۹۲۴۸
- غلامحسین صاحبی ۳۶۷۶۳
- محمدرضا دیمه‌کار ۳۶۰۹۹
- محمد آصفی یزدی ۳۵۱۰۸
- سید جلال فیاضی ۳۴۱۱۰
- علی‌اصغر نخعی‌راد ۳۳۳۵۹
- محمد سهیلی ۳۳۰۵۶
- محمود هراتی ۳۲۲۴۹
- محمود عامری‌فرد ۳۱۵۲۱
- برزو دبیریان ۳۱۴۰۶
- محسن انتظاری هروی ۳۰۳۷۳
- جواد ستاری ۲۹۹۳۰
- حسن پژمان ۲۹۳۴۵[۱۶][۱۷]

### دورهٔ پنجم: ۱۳۹۶–۱۴۰۰
- امیر شهلا ۲۵۶۱۲۴
- شهناز رمارم ۲۵۳۰۹۵
- بتول گندمی ۲۵۱۵۷۴
- احمد نوروزی ۲۴۵۴۸۳
- محمدرضا حیدری ۲۴۲۰۵۹
- علیرضا شهریاری ۲۳۰۱۰۱
- احسان اصولی صفار ۲۲۷۴۷۲
- حمیدرضا موحدی‌زاده ۲۲۴۷۳۹
- سید مسعود ریاضی ۲۱۸۶۱۰
- محمدحسین ودیعی ۲۱۴۰۳۵
- رمضانعلی فیضی ۲۱۳۵۷۰
- محمدهادی مهدی‌نیا ۲۱۱۷۰۴
- مجتبی بهاروند ۲۰۸۲۶۴
- محمد حاجیان شهری ۲۰۳۸۸۱
- سید محسن حسینی‌پویا ۲۰۰۶۸۹[۱۸]

### دورهٔ ششم: ۱۴۰۰–۱۴۰۴
- ایمان فرهمندی، ۱۵۰ هزار و ۱۹۸ رای
- حسین حسامی، ۱۴۵ هزار و ۵۲۱ رای
- سید ابراهیم علیزاده، ۱۳۷ هزار ۸۰۴ رای
- حسن موحدیان، ۱۳۱ هزار و ۵۴۱ رای
- حسن منصوریان، ۱۲۱ هزار و ۵۱۶ رای
- مجید طهوریان عسکری، ۱۱۸ هزار و ۳۵۵ رای
- مجید دبیریان، ۱۱۷ هزار و ۳۸۳ رای
- فاطمه سلیمی، ۱۰۸ هزار و ۵۱۲ رای
- موسی‌الرضا حاجی‌بگلو، ۱۰۸ هزار و ۲۰۸ رای
- سید حسین علوی مقدم، ۱۰۵ هزار و ۹۹۴ رای
- حمید ضمیری جعفری، ۱۰۳ هزار ۶۶۳ رای
- حسن کریم دادی، ۱۰۳ هزار و ۶۳۹ رای
- غلامحسین صاحبی، ۱۰۳ هزار و ۶۲۱ رای
- مهدی ناصحی، ۱۰۱ هزار و ۶۶۷ رای
- هاشم دائمی، ۱۰۱ هزار و ۳۵۹ رای
- مجيد نژادحسين، 96 هزار و 11 رای
- خليل موحدی محصل، 80 هزار و 594 رای
- حميدرضا محروقی، 76 هزار و 159 رای

.